# Suburbia Ska
Suburbia Ska es una banda formada en Quito, Ecuador; el 14 de febrero de 2002. Es una banda autogestionada por sus integrantes, perteneciente a una escena musical independiente con presencia importante en Quito y en el centro del país. 
Actualmente, está integrada por: Alejandro Charpentier (batería), Gabriel Guerra (teclados), Daniel Birnberg (guitarra), Geovany Dávila (bajo), Diego Charpentier (percusión), Andrei Charpentier (trompeta), Gabriel Sánchez (saxo), y José Luis Trujillo (trombón).
Suburbia es el resultado de la mezcla de dos bandas que musicalmente recorrían distintos caminos como el punk y el metal. Dos estilos musicales que acertaron en el ska su propio punto de encuentro. Además, entre su identidad musical destaca el reggae, rock fusión y otros ritmos tropicales, fusionándolos con música nacional ecuatoriana como el pasillo o el yaraví. 
La banda ha madurado desde sus inicios con una fuerte conciencia basada principalmente en el respeto y defensa de los derechos socioculturales, humanos y ambientales. Suburbia defiende el concepto de la unidad latinoamericana y se congratula con la ola de cambios que se hacen para mejorar las realidades de la gente.
El primer CD de la banda llamado 'Suburbia' se publicó en 2007, el cual cuenta con 10 temas. Entre los que destacan: Skacillo, Fuera de Control, El Fantasma, Tus Formas. El tiraje del CD se agotó en 2009, a su vez, el mismo año, se presentó el video de la canción Skasillo, con el  que se celebró sus 7 años, además con un concierto en uno de los bares rock de Quito, La Bunga, ante más de 600 personas. Su segundo CD aparece en 2012 con el nombre de 'EP' y con cuatro nuevos temas que da una muestra de lo que la banda está preparando para su tercera producción.
‘Camino’, es el primer sencillo del próximo disco que cuenta con la colaboración de la cantante Cristina Terán, más conocida como la  ‘Tía Cris’.

## Festivales
Ha participado en importantes festivales de música independiente:
- Fiesta de la Música de la Alianza Francesa en Quito, 2005.
- Quito Fest 2007;
- Quitu Raymi 2008;
- Galeras Rock, Pasto, Colombia 2009;
- Quito Fest 2013
- Abrieron el Concierto de Ska-P en Quito, 2014.

## Discografía
- Suburbia (2007)
- EP (2012)

## Reconocimientos
- Banda Revelación 2005, Radio Latina 88.1 FM
- Banda Revelación 2005, Fiesta de la Música Alianza Francesa, Quito